# كاردانو آل كامبو
كاردانو آل كامبو هي مدينة وبلدية تقع في مقاطعة فاريزي، في منطقة لومباردي بشمال إيطاليا.
تقع كاردانو ال كامبو في موقع استراتيجي بالنسبة لاقتصادها، حيث يمكن العثور عليها على بعد كيلومترين فقط من مطار ميلان مالبينسا. بصرف النظر عن ذلك ، تقع المدينة على بعد 35 كيلومترًا من ميلانو ، كونها مدينة ضواحي ثرية في منطقة ميلانو الحضرية

## أصول الاسم
يرتبط اسم المدينة ارتباطًا وثيقًا بالعديد من الأحداث التاريخية، كما اقترح المؤرخون.
تعتبر الافتراضات المختلفة: - كاردوس جنس من النباتات المزهرة كار، صخرة أو تضاريس صخرية.

## البصر الرئيسي

### العمارة الدينية
- كنيسة سانت أناستاسيو مارتير

## المدن التوأم
- Stigliano, Italy
- Zarautz, Spain

## روابط خارجية
- كاردانو آل كامبو باللغة الإيطالية